# Gynodiastylis strumosa
Gynodiastylis strumosa är en kräftdjursart som beskrevs av Hale 1946. Gynodiastylis strumosa ingår i släktet Gynodiastylis och familjen Gynodiastylidae. Inga underarter finns listade i Catalogue of Life.